# Mitchelton-BikeExchange
Mitchelton-BikeExchange is een wielerploeg die een Chinese licentie heeft. De ploeg bestaat sinds 2017 en ze is opgericht als opleidingsploeg van Mitchelton-Scott.

## 2018

### Renners
| Naam               | Geboortedatum | Ploeg 2017             |
| ------------------ | ------------- | ---------------------- |
| Wenhui Bi          | 04-04-1993    |                        |
| Nazaerbieke Bieken | 15-05-1994    | Keyi Look Cycling Team |
| Brayan Chaves      | 30-05-1997    | Neo                    |
| Jacob Hennessy     | 10-08-1996    | Neo                    |
| Samuel Jenner      | 02-04-1997    |                        |
| Zhihui Jiang       | 03-03-1994    | ?                      |
| Jiankun Liu        | 21-06-1995    |                        |
| Yikui Niu          | 02-08-1994    | ?                      |
| Callum Scotson     | 10-08-1996    | Neo                    |
| Robert Stannard    | 16-09-1998    |                        |
| Xiaolong Sun       | 18-05-1994    |                        |
| Harry Sweeny       | 09-07-1998    |                        |
| Fuwen Xue          | 06-03-1996    |                        |